# Arkansas City (Kansas)
Arkansas City è un comune degli Stati Uniti d'America, situato nello Stato del Kansas, nella Contea di Cowley.